# 34466 Ognicholls
34466 Ognicholls è un asteroide della fascia principale. Scoperto nel 2000, presenta un'orbita caratterizzata da un semiasse maggiore pari a 3,0147095 au e da un'eccentricità di 0,0977471, inclinata di 2,26248° rispetto all'eclittica.